# Rahul Sankrityayan

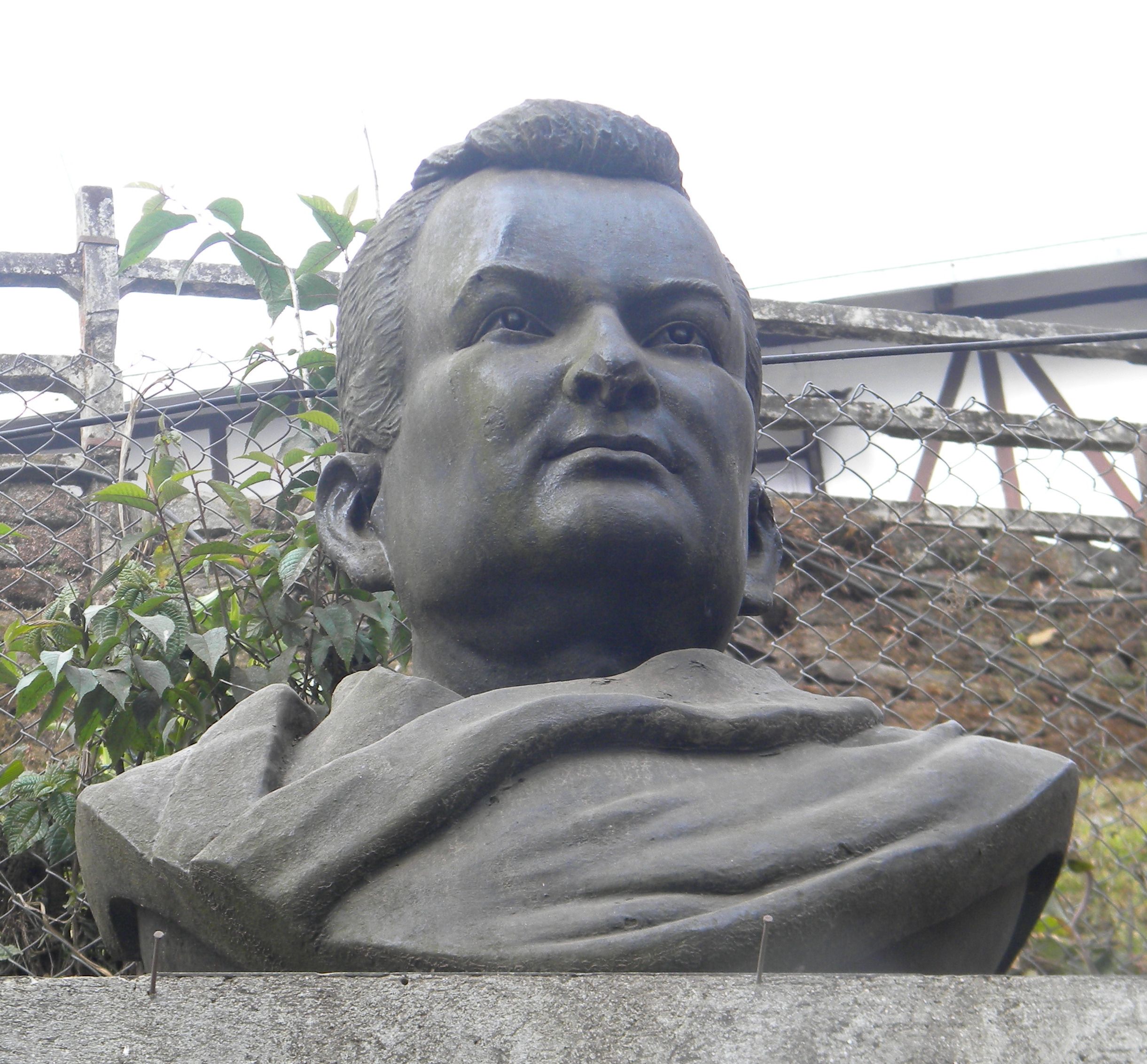
Rahul Sankrityayan

Rahul Sānkrityāyana (राहुल संकृत्यायन), geboren als Kedarnath Pande (Pandaha (Azamgarh, Uttar Pradesh), 9 april 1893 - Darjeeling, 1963) was een Indiaas wetenschapper uomo universale die vijfenveertig jaar van zijn leven op reizen ver van huis doorbracht.
Hij werd een boeddhistische monnik (Bauddh Bhikkhu) en marxist. Daarnaast was hij een Indiaas nationalist en zat hij drie jaar in de cel vanwege het maken van anti-Britse geschriften en speeches. Sankrityayan ontving de titel Mahapandit ("Grote leraar").

## Kindertijd
Sankrityayan werd geboren in een orthodoxe Hindoestaanse boerenfamilie. Zijn moeder overleed toen ze 28 was en zijn vader op 45-jarige leeftijd, waardoor Kedar opgroeide bij zijn grootmoeder. Hij bracht zijn jeugd door in de Indiase staten Uttar Pradesh en Bihar. Op zijn negende liep hij weg van huis om de wereld te zien, maar kwam later weer terug. Ondanks dat hij niet meer scholing had gehad dan de basisschool, bestudeerde en beheerste hij later meerdere talen. Daarnaast leerde hij fotografie.

## Reizen
Rahul Sankrityayan reisde door verschillende delen van India, waaronder Ladakh, Kinnaur en Kashmir. In het buitenland reisde hij in Nepal, Tibet, Sri Lanka, Iran, China en de Sovjet-Unie. Hij reisde vrijwel uitsluitend over land.
Naar sommige landen reisde hij illegaal, zoals naar Tibet waar hij verkleed als monnik waardevolle schilderingen, manuscripten en boeken mee terugnam die waren opgesteld in het Pali en Sanskriet. Veel van deze werken hadden deel uitgemaakt van de bibliotheken van de universiteiten van Vikramshila en Nalanda die in de 12e eeuw waren meegenomen naar Tibet door monniken die voor de Islamitische inval vluchtten. Volgens sommige vertellingen bracht Sankrityayan 22 muilezelladingen aan lading mee terug van Tibet naar India. In het museum van Patna zijn verschillende van zijn bezittingen tentoongesteld.

## Persoonlijk leven en Rusland
Sankrityayan trouwde al op heel vroege leeftijd maar kwam nooit iets te weten van zijn kindvrouw.
Ondanks dat hij niet veel formeel onderwijs had gehad, werd hij in Sint-Petersburg uitgenodigd te onderwijzen aan de Universiteit van Leningrad in de Indiakunde in 1937-38 en opnieuw in 1947-48. Daar onderwees hij eveneens boeddhisme toen hij de Mongoolse wetenschapper Lola (Ellena Narvertovna Kozerovskaya) ontmoette. Zijn sprak Frans, Engels en Russisch en kon Sanskriet schrijven. Ze hielp hem in zijn werk aan een woordenboek Tibetaans-Sanskriet en hun verbondenheid leidde uiteindelijk tot een huwelijk en de geboorte van hun zoon Igor. Toen hij later terugkeerde naar India om zijn opdracht af te maken, mochten zijn vrouw en zoon niet met hem meegaan.
Later in zijn leven trouwde hij Dr. Kamala, een Indiaas-Nepalese vrouw met wie hij een dochter (Jaya) en zoon (Jeta) had.
Hij accepteerde een onderwijsopdracht van de Universiteit van Sri Lanka en werd daar erg ziek. Hij leed aan geheugenverlies, diabetes, hoge bloeddruk en hij werd getroffen door een kleine beroerte. Hij overleed daarna in Darjeeling.

## Boeken
Sankrityayan was een polyglot en hij kon zich goed redden in Hindi, Sanskriet, Pali, Bhojpuri, Urdu, Perzisch, Arabisch, Tamil, Kannada, Tibetaans, Singalees, Frans en Russisch.
Hij schreef binnen de terreinen Indiakunde, Marxistische Theocratie. Hij begon te schrijven op zijn twintigste en schreef uiteindelijk 150 boeken en verhandelingen over sociologie, filosofie, boeddhisme, tibetologie, lexicografie, grammatica, folklore, drama en politiek, waarvan hij er veel overigens niet uitgaf.
- Bibsys: 90578452
- Bibliothèque nationale de France: cb12242912k (data)
- CiNii: DA02084271
- Gemeinsame Normdatei: 118990071
- International Standard Name Identifier: 0000 0000 8374 1226
- Library of Congress Control Number: n84151327
- Nationale Bibliotheek van Letland: 000280064
- Nationale bibliotheek van Australië: 35753181
- Nationale Bibliotheek van Israël: 987007267565605171
- Nederlandse Thesaurus van Auteursnamen: 069500177
- Réseau des bibliothèques de Suisse occidentale: 02-A000143927
- Système universitaire de documentation: 031408850
- Trove: 1071859
- Virtual International Authority File: 39432384
- WorldCat: E39PBJjhxhRGDm9b4GcDWD4H4q